# Генералов, Евгений Иванович
Евгений Иванович Генера́лов (1919—1997) — участник Великой Отечественной войны, заместитель командира стрелкового батальона 32-го гвардейского стрелкового полка 12-й гвардейской стрелковой дивизии 61-й армии Центрального фронта, гвардии майор, Герой Советского Союза.

## Биография
Родился 21 марта 1919 года в селе Верхнее Шахлово, ныне Серпуховского района Московской области, в крестьянской семье. Русский.
Работал заведующим избой-читальней в деревне.
В РККА с сентября 1939 года. В 1941 году окончил Хабаровское пехотное училище. В боях Великой Отечественной войны — с ноября 1941 года. Член ВКП(б) с 1942 года.
Заместитель командира стрелкового батальона 32-го гвардейского стрелкового полка гвардии капитан Евгений Генералов в ночь на 29 сентября 1943 года во главе передового отряда форсировал реку Днепр в районе деревни Глушец Лоевского района Гомельской области Белоруссии. В бою за плацдарм на правом берегу отряд под командованием гвардии капитана Генералова Е. И. отразил несколько вражеских контратак, чем содействовал переправе остальных подразделений 32-го гвардейского стрелкового полка.
После войны продолжал служить в армии. С июня 1959 года майор Генералов Е. И. — в запасе.
Жил в городе Воронеже. До ухода на заслуженный отдых работал контролёром отдела технического контроля (ОТК) на Производственном объединении «Автогенмаш».
Умер 1 июля 1997 года. Похоронен в Воронеже на Коминтерновском кладбище.
Память
- В Воронеже на доме, где жил Герой, установлена памятная доска[1].

## Награды
- Указом Президиума Верховного Совета СССР «О присвоении звания Героя Советского Союза генералам, офицерскому, сержантскому и рядовому составу Красной Армии» от 15 января 1944 года за «образцовое выполнение боевых заданий командования по форсированию реки Днепр и проявленные при этом мужество и героизм» гвардии капитану Генералову Евгению Ивановичу присвоено звание Героя Советского Союза с вручением ордена Ленина и медали «Золотая Звезда» (№ 2979)[2];
- орден Ленина (15.1.1944)
- орден Красного Знамени (11.4.1945)
- два ордена Отечественной войны I степени (31.5.1945; 6.4.1985)
- орден Отечественной войны II степени (8.8.1943)
- орден Красной Звезды (28.3.1945)
- медали.